# يوكي ماتسوموتو
يوكي ماتسوموتو (باليابانية: 松本 祐樹) (مواليد 22 يناير 1989)، هو لاعب كرة قدم ياباني سابق كان يلعب كمهاجم.

## وصلات خارجية
- يوكي ماتسوموتو على موقع رابطة كرة القدم اليابانية للمحترفين (اليابانية)